# Nao Kodaira
Nao Kodaira (jap. 小平 奈緒 Kodaira Nao; ur. 26 maja 1986 w Chino, w prefekturze Nagano) – japońska łyżwiarka szybka, trzykrotna medalistka olimpijska i wielokrotna medalistka mistrzostw świata.

## Kariera
Największy sukces w drużynie Nao Kodaira osiągnęła w 2010 roku, kiedy wspólnie z Masako Hozumi i Maki Tabatą zdobyła srebrny medal w biegu drużynowym podczas igrzysk olimpijskich w Vancouver. W startach indywidualnych była piąta w biegach na 1000 i 1500 m oraz dwunasta w biegu na 500 m. Na rozgrywanych cztery lata później igrzyskach w Soczi jej najlepszym wynikiem było piąte miejsce w biegu na 500 m. W 2015 roku wywalczyła brązowy medal w biegu na 500 m podczas mistrzostw świata na dystansach w Heerenveen. Na rozgrywanych dwa lata później dystansowych mistrzostwach świata w Gangneung była najlepsza na tym dystansie, a na 1000 m zajęła drugie miejsce. W 2017 roku zdobyła także złoty medal podczas sprinterskich mistrzostw świata w Calgary. W roku 2018 została indywidualnie mistrzynią olimpijską na 500 m, bijąc rekord olimpijski czasem 36,94 s i wicemistrzynią olimpijską na 1000 m.
Najlepsze wyniki w Pucharze Świata osiągnęła w sezonach 2014/2015 i 2016/2017, kiedy zwyciężała w klasyfikacji końcowej 500 m.